# Vlag van Bonheiden
De vlag van Bonheiden wordt voorgeschreven door een besluit dat op 27 september 1984 en 25 augustus 1988 werd goedgekeurd door de gemeenteraad als de gemeentelijke vlag van de Antwerpse gemeente Bonheiden. Op 13 december 1988 werd hij door het Bestuur van Vlaanderen bevestigd en uiteindelijk gepubliceerd op 8 november 1989 in het officiële Belgisch Staatsblad.
Officieel wordt de vlag beschreven als:
Drie even lange banen van groen, van geel en van purper.
De kleuren symboliseren de dennen (groen), de bezems (geel) en de heide (purper).

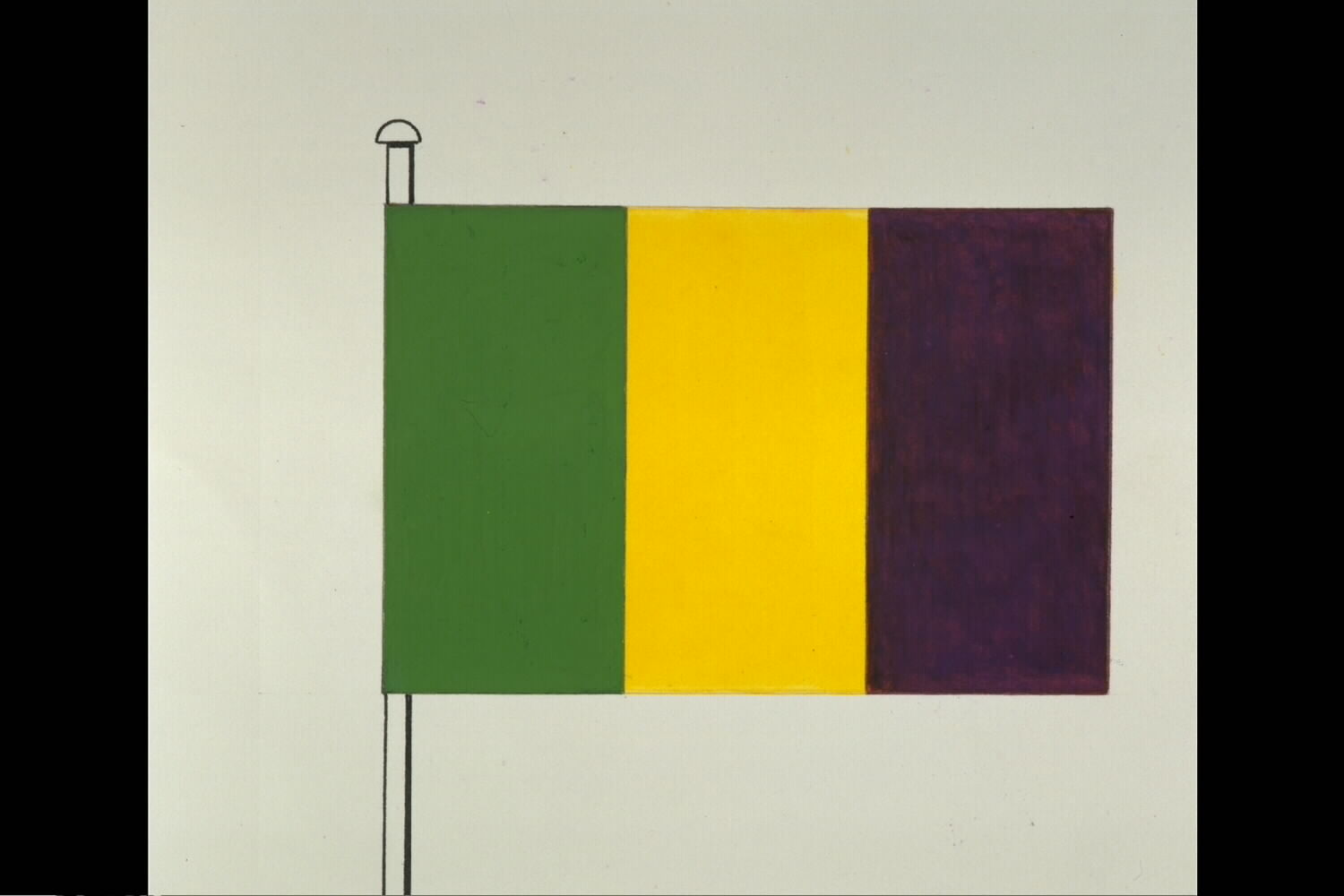
Officiële tekening van de vlag